# Offene Spelzenschnecke
Die Offene Spelzenschnecke oder Gorgonienschnecke (Simnia spelta) ist eine im westlichen Atlantik verbreitete Schnecke aus der Familie der Eischnecken, die sich von Gorgonien ernährt.

## Merkmale
Das kräftige, dicke, glatte und glänzende Schneckenhaus von Simnia spelta ist ei- bis zigarrenförmig mit einer abgeflachten Basis. Die lange Gehäusemündung an der Unterseite weist an beiden Seiten eingerollte Kanten auf. Das Haus wird bei ausgewachsenen Schnecken bis zu 2 cm lang. Die Oberfläche der Schale ist weiß, gelb, rosa oder orange, oft mit weißen oder dunklen Flecken, Marmorierung oder Streifen, und entspricht in ihrer Färbung der Gorgonienart, auf der die Schnecke lebt, so dass diese gut getarnt ist. Wie auch bei anderen Simnia-Arten trifft dies ebenso auf die Weichteile des Tieres zu, da das Pigment aus dem gefressenen Gorgonienfleisch im Mantel der Schnecke abgelagert wird.

## Verbreitung und Lebensraum
Simnia spelta ist neben den schon länger bekannten Vorkommen im Mittelmeer und der Adria auch im östlichen Atlantischen Ozean zwischen dem Golf von Biscaya, den Kanarischen Inseln und Angola verbreitet. Sie lebt insbesondere auf Gorgonien, an denen sie frisst, bis in Tiefen von etwa 10 m.

## Lebenszyklus
Wie andere Eischnecken ist Simnia spelta getrenntgeschlechtlich. Es findet innere Befruchtung statt. Die Eier werden auf den als Wirt dienenden Nesseltieren abgelegt, auf denen sie gut getarnt sind. Aus den Eiern schlüpfen Veliger-Larven, die als Zooplankton leben, bevor sie zu Schnecken metamorphosieren.

## Nahrung
Simnia spelta ist auf Gorgonien der Gattungen Eunicella, Paramuricea und Lophogorgia spezialisiert. Sie frisst die Polypen und das Coenenchym, doch meist nachhaltig, also nur einem Maße, in dem das Gewebe des Wirtes wieder nachwächst. Es können sich auf kahlgefressenen Gorgonienzweigen aber auch Epibionten ansiedeln, so etwa auf der weißen Gorgonie Eunicella singularis, wo auch die Schnecke weiß ist.